# Thác Ô Đồ
Thác Ô Đồ là thác trên dòng ngòi Tha ở xã Phúc An huyện Yên Bình tỉnh Yên Bái, Việt Nam.
Thác Ô Đồ cùng với Đền, chùa Thác Ông Đồ Đền trong cụm di tích được UBND tỉnh Yên Bái công nhận là Di tích lịch sử - văn hóa cấp tỉnh tại Quyết định số 3654/QĐ-UBND ngày 22/12/2016.
Tên gọi đền, chùa Thác Ông Đồ xuất phát từ tên của nhân vật ông đồ là người đã có công dạy chữ nho cho người dân vùng làng Khuôn Đát và Ngòi Tha của xã.

## Vị trí
Thác Ô Đồ cách thị trấn Thác Bà cỡ 15 km hướng bắc theo đường tỉnh 170.
Nếu đi từ thành phố Yên Bái thì đi tới ngã ba trên Quốc lộ 70 rồi tới ngã ba Cát Lem thì rẽ trái đi Quốc lộ 37 khoảng 25 km đến cầu Thác Ông, đi tiếp đường tỉnh 170 (Thác Bà - Cẩm Nhân) khoảng 26 km đến Ủy ban nhân dân xã Phúc An. Từ trung tâm hành chính xã đi tiếp hướng đông 800 mét là đến di tích Đền, chùa Thác Ô Đồ.

## Ngòi Tha
Ngòi Tha là dòng suối nhỏ, khởi nguồn từ hợp lưu các suối nhỏ ở phía đông xã Phúc An và ở sườn bắc Núi Yên cao 510 m 21°50′14″B 105°01′30″Đ / 21,837343°B 105,024964°Đ. Suối chảy hướng tây, đổ vào sông Chảy, hiện là lòng hồ Thủy điện Thác Bà.